# Селіванов Володимир Миколайович
Володимир Миколайович Селіванов (5 листопада 1945, Іжевськ) — український правознавець, доктор юридичних наук (1987), академік Академії підприємництва та менеджменту України (1991), академік Української академії педагогічних наук (1993), член-кореспондент Академії правових наук України (2000), заслужений юрист України (1996).

## Біографія
Народився 5 листопада 1945 року в місті Іжевськ. У 1971 році закінчив Київський державний університет, юридичний факультет.
З 1971 року в аспірантурі по кафедрі державного і адміністративного права Київського університету.
З 1974 року молодший науковий співробітник Інституту держави і права АН УРСР.
У 1976–1984 служив в органах внутрішніх справ МВС СРСР.
З 1984 — старший науковий співробітник Київського інституту народного господарства.
З 1985 — старший науковий співробітник, провідний наук, співробітник, головний науковий співробітник Інституту держави і права АН УРСР.
У 1991 році член Консультативно-дорадчої ради при Президії Верховної Ради Української РСР.
З 1992 — державний радник України з питань національної безпеки, радник Президента України з питань національної безпеки — секретар Ради національної безпеки при Президентові України.
У 1993–1996 — директор Центру досліджень проблем підприємництва та менеджменту НАН України.
З 1996 по 1999 — директор НДІ приватного права і підприємництва Академії правових наук України;
З 1999 — головний науковий співробітник НДІ приватного права і підприємництва Академії правових наук України.

## Сфера наукових інтересів
Досліджує теоретичні проблеми приватного права, питання підприємництва, державного управління.
Брав участь у розробці Закону «Про економічну самостійність Української РСР», Декларації про державний суверенітет України, Концепції національної безпеки України (наукові основи).

## Автор наукових праць
- «Менеджеризм — апологетика сучасного капіталізму» (1977),
- «США: монополії і державне управління» (1989),
- «Галузеве управління в республіці (організаційно-правові аспекти)» (1991),
- «Народ і влада. Спроба системного дослідження поглядів М. Є. Салтикова-Щедріна» (1996, у співавт.),
- «Реформування державного управління в Україні: проблеми і перспективи» (1998, у співавт.),
- «Право і влада суверенної України: Методологічні аспекти» (2002).
- Економіко-правові проблеми трансформації відносин власності в Україні : зб. наук. праць / Академія правових наук України, Інститут приватного права і підприємництва ; відп.ред. В. М. Селіванов, В. А. Євтушевський. - К. : Манускрипт, 1997. - 196 с. - ISBN 966-7193-00-4[2]